# Highline Community College
Highline Community College je městská vysoká škola v Des Moines v americkém státě Washington, jižně od Seattlu. Byla založena roku 1961 jako první městská vysoká škola v okrese King. Její kampus má rozlohu 320 000 m² a nachází se na kopci, jenž nabízí výhledy na Pugetův záliv a Olympijské pohoří.

## Historie
Škola byla založena jako první svého druhu v okrese King roku 1961. Její nynější kampus v Des Moines byl postaven roku 1964, další budovy byly přidány v následujících letech. Mimo kampus je studium nabízeno v Centru námořních věd a technologií v nedaleké Redondo Beach a na satelitních kampusech v Burienu a ve White Centru.

## Demografie
Díky přijímání mezinárodních studentů je zdejší studentstvo velice pestré, co se rasy, etnika a národnosti týče. V roce 2007 tvořili 52 % studentů běloši, 18 % Asiaté, 16 % Afroameričané, 13 % Hispánci a 1 % původní obyvatelé. 62 % studentů byly ženy.

## Centrum námořních věd a technologií
Centrum námořních věd a technologií se nachází zhruba 16 kilometrů jižně od hlavního kampusu školy ve čtvrti Redondo Beach. Jeho cílem je podpora porozumění, ocenění a ochrany mořského životního prostředí prostřednictvím výzkumů, vzdělávání a komunitních aktivit, které zdůrazňují krásu, komplexitu a důležitost ekosystému jižního Pugetova zálivu. Jedná se o poměrně unikátní instituci, která pomáhá jak svému okolí, tak studentům. Zhruba 400 studentů spolupracují každý rok na pozorování kvality vody v zálivu, na místě se rovněž nachází meteorologická stanice.
Budova prošla dvouletou renovací, po které byla v létě 2008 slavnostně znovuotevřena, při čemž byli na místě i reprezentant Adam Smith a starosta Des Moines Bob Sheckler. Nyní má budova rozlohu 230 m² a nachází se na 79metrovém molu.
Centrum dále nabízí možnost kontaktu s mořským životem prostřednictvím jedenácti obřích nádrží, pro veřejnost je otevřeno každou sobotu. Také pořádá vzdělávací letní tábory pro děti ze základních škol.

## Knihovna
Škola má svou vlastní knihovnu, jejíž kolekce zahrnuje přes 145 tisíc tištěných či elektronických zpravodajských zdrojů.

## CWU-Des Moines
Central Washington University provozuje na hlavním kampusu školy pobočku. Mezi univerzitou a městskou vysokou školou pak existuje spolupráce umožňující studentům navštěvovat přednášky obou škol najednou. K dispozici jsou magisterské nebo bakalářské programy.